# Azerbeidzjaanse Schaakfederatie

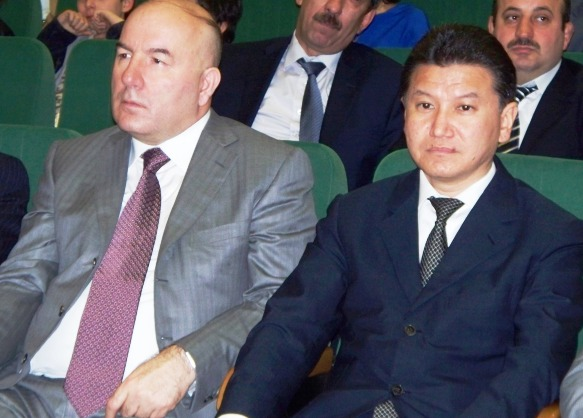
President van de Azerbeidzjaanse Schaakfederatie Elman Rustamov en de president van FIDE Kirsan Iljoemzjinov.

De Azərbaycan Şaxmat Federasiyası  of AŞF (Azerbeidzjaans voor Azerbeidzjaanse Schaakfederatie) is de overkoepelende sportbond van de schaaksport in de Azerbeidzjan. De bond is aangesloten bij de Fédération Internationale des Échecs (FIDE), de internationale schaakbond. De bond werd in 1992 opgericht en heeft zijn zetel in Bakoe.
De eerste overkoepelende schaakbond in Azerbeidzjan van opgericht in 1920 wanneer Azerbeidzjan werd een deel van de Sovjet-Unie als de Azerbeidzjaanse Socialistische Sovjetrepubliek. De overkoepelende schaakbond werd opnieuw opgericht als de Azərbaycan Şaxmat Federasiyası (Azerbeidzjaanse Schaakfederatie) in 1992 na de onafhankelijkheid van Azerbeidzjan. Elman Rustamov is de voorzitter van de Azerbeidzjaanse Schaakfederatie sinds 2007.

## Bestuurssamenstelling
- Elman Rustamov, president
- Faik Hasanov, vicepresident
- Mahir Mammadov, vicepresident
- Fikrat Sideifzade, hoofdtrainer
- İbrahim Mammadov, secretaris-generaal
- Tural Baxıshov, PR & communicatie
- Vitaliy Sapronov, waarderingofficer